# Parmena cruciata
Parmena cruciata är en skalbaggsart som beskrevs av Maurice Pic 1912. Parmena cruciata ingår i släktet Parmena och familjen långhorningar. Inga underarter finns listade i Catalogue of Life.